# الرحاء (كحلان الشرف)

تعديل مصدري - تعديل

الرحاء هي إحدى قرى عزلة نوسان بمديرية كحلان الشرف التابعة لمحافظة حجة، بلغ تعداد سكانها 1306 نسمة حسب تعداد اليمن لعام 2004.